# Pancho Villa
Francisco "Pancho" Villa (tên lúc sinh José Doroteo Arango Arámbula, ngày 5 tháng 6 năm 1878 - ngày 20 tháng 7 năm 1923) là một vị tướng và là một trong những nhân vật nổi bật nhất trong cuộc cách mạng México.

## Lịch sử
Pancho Villa là chỉ huy của División del Norte (Sư đoàn miền Bắc) thuộc Quân đội Lập hiến, ông là một quân đoàn (caudillo) thuộc bang Chihuahua miền bắc Mexico. Với diện tích và tài nguyên khoáng sản của khu vực, nó cung cấp cho ông nguồn tài nguyên phong phú. Villa cũng là tổng đốc lâm thời của Chihuahua vào năm 1913 và 1914. Villa có thể được ghi nhận với những chiến thắng quân sự quyết định dẫn đến việc lật đổ Victoriano Huerta từ chức vụ tổng thống vào tháng 7 năm 1914. Villa sau đó đã chiến đấu với lãnh tụ tối cao của mình trong liên minh chống Huerta, "First Chief" Của các nhà lập pháp Venustiano Carranza. Villa liên kết với cuộc cách mạng Emiliano Zapata, người vẫn chiến đấu trong vùng Morelos. Hai vị tướng cách mạng đã viếng thăm Mexico City ngay sau khi lực lượng Carranza rút lui khỏi nó. Sau đó, División del Norte bất khuất của Villa đã lôi kéo các lực lượng quân đội của Carranza dưới sự chỉ huy của tướng Carrancista Álvaro Obregón và bị đánh bại trong trận Celaya năm 1915. Villa đã bị đánh bại bởi Carranza, ngày 1 tháng 11 năm 1915, tại Trận đấu thứ hai của Agua Prieta ngày 1 tháng 11 năm 1915, sau đó quân đội của Villa sụp đổ như một lực lượng quân sự quan trọng.
Sau đó Villa đã chỉ huy một cuộc đột kích và chạy trốn chống lại thị trấn biên giới Hoa Kỳ - Mỹ trong Trận Columbus 9 tháng 3 năm 1916 và sau đó bỏ chạy vì sợ Mỹ trả đũa. Chính phủ Hoa Kỳ đã đưa Tổng tư lệnh quân đội Hoa Kỳ John J. Pershing tới nắm bắt Villa, người tiếp tục chạy trốn khỏi cuộc xâm lược kéo dài chín tháng vào lãnh thổ chủ quyền Mexico (Pancho Villa Expedition) kết thúc khi Hoa Kỳ bước vào Thế chiến I và Pershing được triệu hồi.
Vào năm 1920, Villa đã ký kết thỏa thuận với chính quyền Mexico, sau vụ lật đổ và chết của Carranza, để nghỉ hưu từ chiến sự và được đưa tới một khu nghỉ mát gần Parral, Chihuahua, và ông đã biến thành "thuộc địa quân sự" cho những người lính cũ của mình. Năm 1923, khi cuộc bầu cử tổng thống tiếp cận, ông lại tham gia vào chính trường Mexico. Ngay sau đó ông bị ám sát, rất có thể theo lệnh của Obregón.

## Di sản
Trong cuộc đời, Villa đã giúp hình ảnh của chính mình như một anh hùng cách mạng được biết đến trên toàn thế giới, đóng vai chính trong phim Hollywood và phỏng vấn các nhà báo nước ngoài, đặc biệt là John Reed.
Sau cái chết của ông, ông bị loại khỏi pho thăng của các anh hùng cách mạng cho đến khi các tướng Sonoran Obregón và Calles, người mà ông đã chiến đấu trong Cách mạng, đã đi khỏi giai đoạn chính trị. Sự loại trừ của Villa đối với bài tường thuật chính thức của cuộc cách mạng có thể đã góp phần cho việc ông được hoan nghênh rộng rãi. Ông đã được cử hành trong cuộc Cách mạng và từ lâu sau đó bằng hành lang, phim về cuộc đời của ông, và tiểu thuyết của các nhà văn nổi tiếng. Năm 1976, xác chết của ông được chôn cất tại Monument to the Revolution ở thành phố Mexico trong một buổi lễ công cộng khổng lồ mà không có sự tham dự của góa phụ là Luz Corral.